# Proseriphus
Proseriphus is een kevergeslacht uit de familie van de boktorren (Cerambycidae). De wetenschappelijke naam van het geslacht werd voor het eerst geldig gepubliceerd in 2005 door Monné.

## Soorten
Proseriphus is monotypisch en omvat slechts de volgende soort:
- Proseriphus viridis (Bates, 1864)